# Sven de Leijer
Sven de Leijer (Tervuren, 17 augustus 1979) is een Belgische applausmeester, publieksopwarmer en televisiepresentator.

## Levensloop
Sven de Leijer werd ontdekt in Tervuren door Rob Vanoudenhoven en begon in 2003 als publieksopwarmer bij De laatste show en De Slimste Mens ter Wereld. Daarnaast voerde hij zijn "show voor de eigenlijke show van start gaat" ook reeds op voor Blokken, de Canvascrack, Debby & Nancy en De Pappenheimers. 
In 2004 had hij een gastrol in Het Geslacht De Pauw. 
De Leijer had (tot en met 2010) in De laatste show een vaste rubriek "Goed gezien". In 2011 mocht hij af en toe een reportage maken of iets uittesten. Zo ging hij bijvoorbeeld naar het Oktoberfest en testte hij de weken voor Sinterklaas speelgoed uit. 
In 2014 kreeg hij een vaste rubriek in De Ideale Wereld op VIER en hij nam datzelfde jaar deel aan De Slimste Mens ter Wereld, waar hij vier deelnames had. 
Hij was ook reeds meermaals gastvragensteller van De Slimste Mens ter Wereld. Hij is jurylid in De Slimste Mens ter Wereld in 2012 en opnieuw sinds 2015.
Begin 2016 presenteerde hij, samen met Otto-Jan Ham en Frances Lefebure, het programma Hotel Römantiek op VIER, een soort datingprogramma voor ouderen dat zich afspeelt in Zwitserland. In het voorjaar van 2018 en 2019 kreeg het programma een vervolg. In 2022 verhuisde het naar Eén en werden Gloria Monserez en Philippe Geubels copresentatoren.
Sinds 2017 presenteert hij het jaaroverzicht Vrede op aarde op Eén/VRT 1. Daar ontvangt hij telkens enkele gasten om op een ludieke manier terug te kijken op het voorbije jaar.
In het najaar van 2019 presenteerde de Leijer op Eén de quiz Donderen in Keulen, waarin de kandidaten moesten inschatten hoe mensen uit andere landen reageren op bepaalde situaties. In 2020 speelde de Leijer een kleine gastrol in Thuis als een brandweerman die het huis van Frank en Simonne blust.
Sven De Leijer is ook actief als dj bij The Discosluts.